# فرودگاه فارنبورو
فرودگاه فارنبورو (به انگلیسی: Farnborough Airport) (به زبان بومی: TAG London Farnborough Airport) یک فرودگاه خصوصی با کد یاتا FAB است که یک باند فرود آسفالت دارد و طول باند آن ۲۴۴۰ متر است. این فرودگاه در کشور انگلستان قرار دارد و در ارتفاع ۷۳ متری از سطح دریا واقع شده است.